# Франкавилла-Фонтана
Франкавилла-Фонтана (итал. Francavilla Fontana, местн. Francaìdda [fɾaŋkaˈiɖɖa]) — коммуна в Италии, располагается в регионе Апулия, в провинции Бриндизи.
Население составляет 36 605 человек (2008 г.), плотность населения — 229 чел./км². Занимает площадь 175 км². Почтовый индекс — 72021. Телефонный код — 0831.
Покровительницей коммуны почитается Пресвятая Богородица, празднование 14 сентября.

## Демография
Динамика населения:

## Администрация коммуны
- Официальный сайт: